# The English Game
The English Game é uma minissérie sobre o início do futebol profissional, que estreou na Netflix a 20 de março de 2020.
A série combina fatos reais com acontecimentos fictícios, para ser mais interessante.

## Elenco
- Edward Holcroft como Arthur Kinnaird
- Kevin Guthrie como Fergus Suter
- Charlotte Hope como Margaret Alma Kinnaird
- Niamh Walsh como Martha Almond
- Craig Parkinson como James Walsh
- James Harkness como Jimmy Love